# 紐厄爾鎮區 (愛荷華州比尤納維斯塔縣)
紐厄爾鎮區（英語：Newell Township）是位於美國愛荷華州比尤納維斯塔縣的一個行政鎮區。

## 地方資料
根據2010年美國人口普查的數據，紐厄爾鎮區的面積為92.86平方千米，當中陸地面積為92.77平方千米，而水域面積為0.09平方千米。當地共有人口1183人，而人口密度為每平方千米12.74人。